# Cyclosa camargoi
Cyclosa camargoi är en spindelart som beskrevs av Levi 1999. Cyclosa camargoi ingår i släktet Cyclosa och familjen hjulspindlar. Inga underarter finns listade i Catalogue of Life.